# Léon Herbo

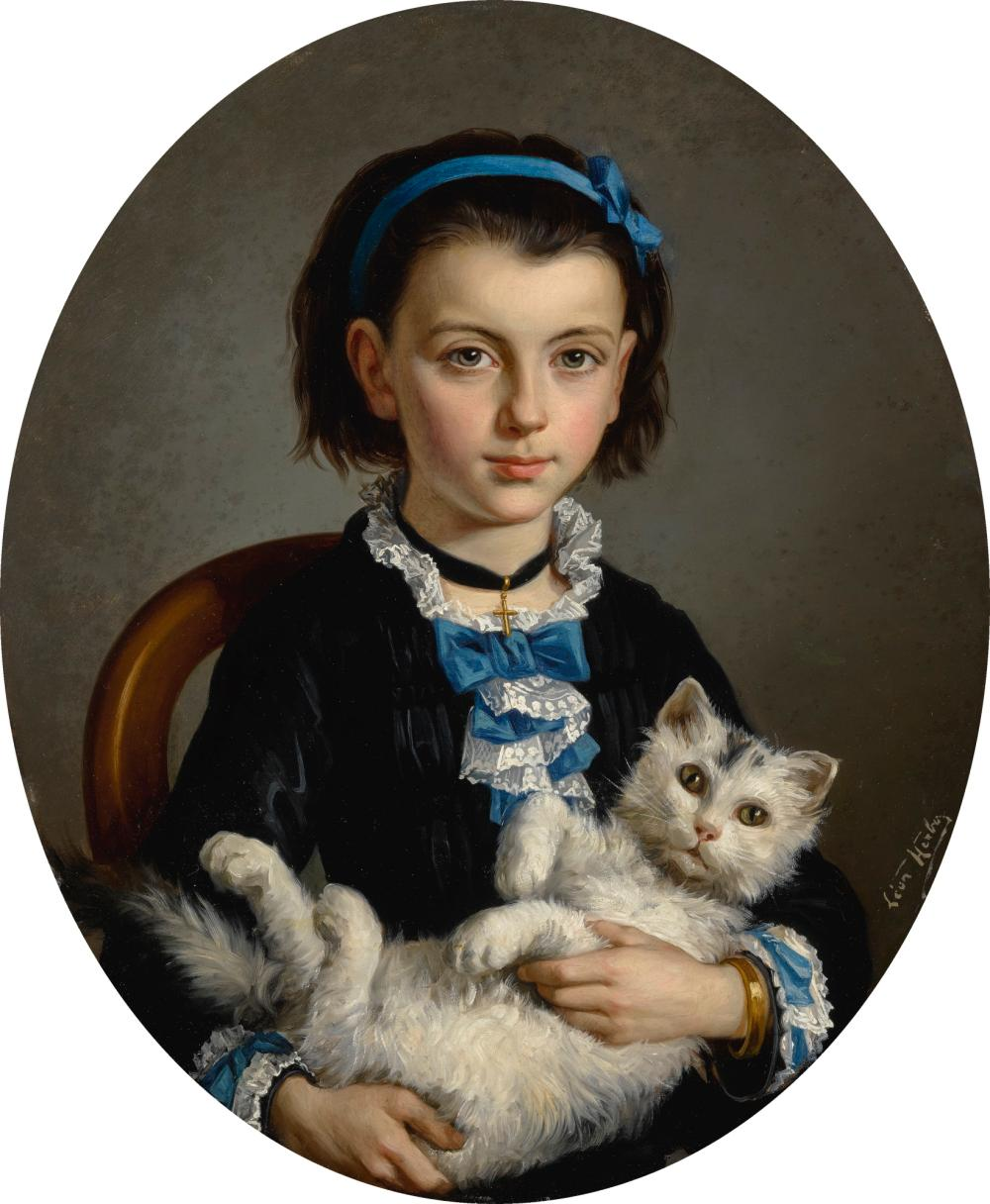
Junges Mädchen
mit blauen Jabot

Léon Herbo (* 8. Oktober 1850 in Templeuve-en-Pévèle; † 19. Juni 1907 in Ixelles/Elsene) war ein belgischer Porträt- und Genremaler sowie Orientalist und Kunstkritiker.
Er besuchte zuerst die Académie des beaux-arts de Tournai, wo er bei Léonce Legendre (1831–1893) studierte, und setzte sein Studium von 1869 bis 1873 an der Académie royale des Beaux-Arts de Bruxelles fort.
1873 wurde er als Erster im Vorbereitungswettbewerb für den Prix de Rome zugelassen und reiste dann durch Frankreich, Deutschland, Holland und Italien. Anschließend ließ er sich in Brüssel nieder, wo er 1875 zum ersten Mal ausstellte.
1876 wurde er Gründungsmitglied des „L’Essor“-Kreises, einer Künstlergruppe der Realisten.
Zwischen 1879 und 1905 stellte er regelmäßig auf Ausstellungen in Brüssel und Gent, aber auch in den Salons der Société des Artistes Français in Paris aus. Er stellte auch in München und Berlin aus.
Er beschäftigte sich auch mit der Malerei des Orientalismus, war auch als Kunstkritiker tätig.